# Coppa Italia Primavera 2011-2012
La Coppa Italia Primavera 2011-12, denominata Primavera Tim Cup, è la quarantesima edizione del torneo riservato alle squadre giovanili iscritte al Campionato Primavera. Il torneo è iniziato il 20 agosto 2011 e si è concluso il 22 marzo 2012.
Dall'edizione 2011-2012 le partite dagli ottavi di finale in poi sono state trasmesse live in televisione sui canali free to air di Sportitalia.

## Turno preliminare
Andata 20 agosto 2011, ritorno 27 agosto 2011.
| Squadra 1 | Totale | Squadra 2   | Andata | Ritorno |
| --------- | ------ | ----------- | ------ | ------- |
| Nocerina  | 3 - 5  | Juve Stabia | 1 - 4  | 2 - 1   |
| Gubbio    | 2 - 7  | Verona      | 2 - 5  | 0 - 2   |

## Primo turno eliminatorio
Andata il 14 settembre 2011; ritorno l'8 ottobre e il 9 ottobre 2011
| Squadra 1   | Totale | Squadra 2   | Andata | Ritorno |
| ----------- | ------ | ----------- | ------ | ------- |
| Reggina     | 4 - 3  | Lecce       | 2 - 1  | 2 - 2   |
| Cagliari    | 4 - 3  | Brescia     | 2 - 2  | 2 - 1   |
| Cittadella  | 2 - 5  | Padova      | 1 - 0  | 1 - 5   |
| Empoli      | 3 - 1  | Bologna     | 1 - 1  | 3 - 0   |
| Modena      | 1 - 6  | Novara      | 1 - 4  | 0 - 2   |
| Napoli      | 3 - 1  | Catania     | 2 - 0  | 1 - 1   |
| Palermo     | 4 - 3  | Crotone     | 3 - 3  | 1 - 0   |
| Parma       | 4 - 2  | Sampdoria   | 3 - 0  | 1 - 2   |
| Sassuolo    | 7 - 4  | Udinese     | 4 - 3  | 3 - 1   |
| Siena       | 6 - 1  | Grosseto    | 6 - 0  | 0 - 1   |
| Verona      | 2 - 3  | Chievo      | 0 - 2  | 2 - 1   |
| Vicenza     | 1 - 5  | AlbinoLeffe | 0 - 1  | 1 - 4   |
| Cesena      | 5 - 6  | Pescara     | 4 - 1  | 1 - 5   |
| Livorno     | 1 - 5  | Torino      | 0 - 2  | 1 - 3   |
| Juve Stabia | 2 - 1  | Bari        | 0 - 1  | 2 - 0   |
| Ascoli      | 0 - 5  | Inter       | 0 - 3  | 0 - 2   |

## Secondo turno eliminatorio
Andata il 19 ottobre 2011; ritorno il 26 ottobre 2011
| Squadra 1   | Totale      | Squadra 2   | Andata | Ritorno |
| ----------- | ----------- | ----------- | ------ | ------- |
| Empoli      | 1 - 6       | Torino      | 0 - 2  | 1 - 4   |
| Inter       | 4 - 2       | Chievo      | 3 - 1  | 1 - 1   |
| Novara      | 2 - 1       | AlbinoLeffe | 1 - 0  | 1 - 1   |
| Padova      | 2 - 0       | Pescara     | 1 - 0  | 1 - 0   |
| Palermo     | 3 - 1       | Reggina     | 2 - 1  | 1 - 0   |
| Sassuolo    | 4 - 4 (gfc) | Cagliari    | 2 - 3  | 2 - 1   |
| Siena       | 1 - 2       | Parma       | 0 - 0  | 1 - 2   |
| Juve Stabia | 1 - 4       | Napoli      | 1 - 3  | 0 - 1   |

## Ottavi di finale
Andata il 2 novembre 2011; ritorno il 23 novembre 2011
| Squadra 1 | Totale       | Squadra 2  | Andata | Ritorno      |
| --------- | ------------ | ---------- | ------ | ------------ |
| Cagliari  | 3 - 2        | Atalanta   | 1 - 1  | 2 - 1        |
| Napoli    | 4 - 6        | Juventus   | 3 - 2  | 1 - 4        |
| Parma     | 1 - 5        | Roma       | 1 - 2  | 0 - 3        |
| Inter     | 5 - 6 d.c.r. | Fiorentina | 0 - 0  | 5 - 6 d.c.r. |
| Novara    | 1 - 5        | Milan      | 0 - 2  | 1 - 3        |
| Padova    | 2 - 2 (gfc)  | Varese     | 2 - 1  | 0 - 1        |
| Palermo   | 0 - 2        | Lazio      | 0 - 0  | 0 - 2        |
| Torino    | 1 - 8        | Genoa      | 0 - 7  | 1 - 1        |

## Quarti di finale
Andata il 7 dicembre 2011; ritorno il 17 dicembre 2011
| Squadra 1 | Totale | Squadra 2  | Andata | Ritorno |
| --------- | ------ | ---------- | ------ | ------- |
| Cagliari  | 3 - 4  | Milan      | 1 - 3  | 2 - 1   |
| Lazio     | 0 - 4  | Juventus   | 0 - 2  | 0 - 2   |
| Roma      | 5 - 4  | Genoa      | 3 - 2  | 2 - 2   |
| Varese    | 1 - 6  | Fiorentina | 1 - 3  | 0 - 3   |

## Semifinali
Andata il 18 gennaio 2012; ritorno il 31 gennaio 2012. Il ritorno di Fiorentina-Juventus è stato rinviato a causa del maltempo, e successivamente recuperato il 24 febbraio 2012 alle 14:30.
| Squadra 1  | Totale | Squadra 2 | Andata | Ritorno |
| ---------- | ------ | --------- | ------ | ------- |
| Roma       | 8 - 2  | Milan     | 6 - 1  | 2 - 1   |
| Fiorentina | 0 - 1  | Juventus  | 0 - 0  | 0 - 1   |

## Finale
Andata l'8 marzo 2012 alle 20:30 allo Juventus Stadium di Torino; ritorno il 22 marzo 2012 alle 20:30 allo Stadio Olimpico di Roma
| Squadra 1 | Totale | Squadra 2 | Andata | Ritorno |
| --------- | ------ | --------- | ------ | ------- |
| Juventus  | 1 - 2  | Roma      | 1 - 2  | 0 - 0   |